# CS Dinamo București

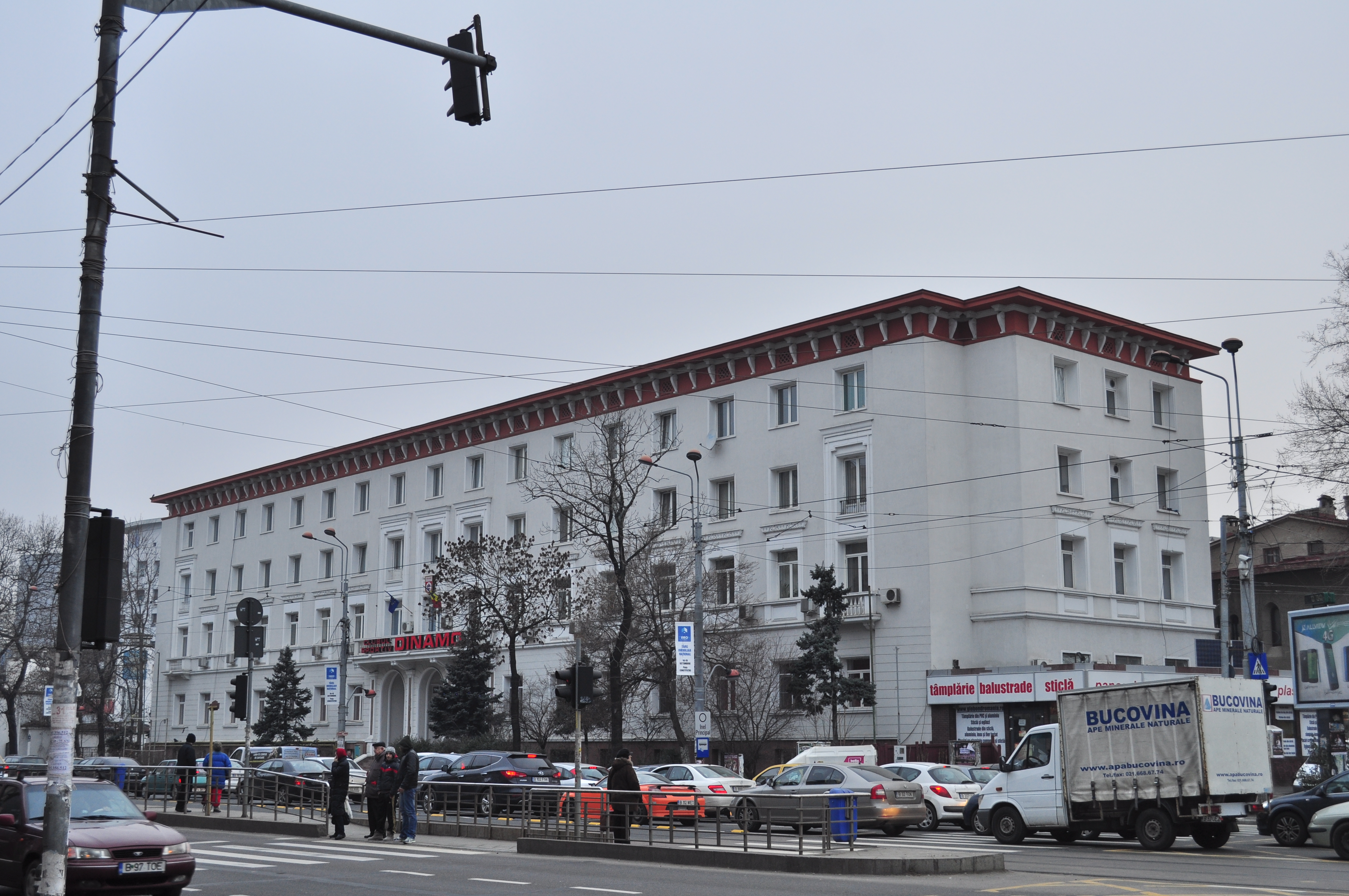
CS Dinamo București

Clubul Sportiv Dinamo București, cunoscut ca CS Dinamo București, sau pe scurt Dinamo, este un club polisportiv din București, România. Acesta deține în palmares cele mai multe titluri olimpice și mondiale cât și medalii de aur, argint și bronz față de orice alt club din România.

## Istorie
Clubul a luat naștere în primăvara anului 1948, fiind în subordinea Ministerului de Interne. Încă de la început s-a dorit a fi un competitor puternic pentru celălalt club departamental militar, Clubul Central al Armatei.
Actul de înființare al CS Dinamo București a fost semnat într-o clădire de pe Strada Lipscani la data de 14 mai 1948.

## Palmares
(1948-2020)
- Jocurile Olimpice (1956 - 2020)

- 131 medalii (38 aur, 44 argint, 49 bronz)
- Campionate Mondiale

- 1163 medalii ( 398 aur, 373 argint, 392 bronz )
- Campionate Europene

- 1621 medalii ( 536 aur, 516 argint, 569 bronz )
- Jocurile Olimpice Europene

- 7 medalii (3 aur, 3 argint, 1 bronz)
- Campionate Balcanice

- 3854 medalii (1338 aur)
- Jocuri Mondiale Universitare

- 206 medalii (77 aur)
- Cupa Campionilor Europeni

- 10 locuri I ( 3 volei masculin, 1 handbal, 1 rugby, 4 scrimă , 1 tenis )
- 6 locuri II (scrimă)
- 1 loc III (scrima)
- Cupa Cupelor

- 1 loc I (volei masculin)
- Recorduri olimpice: 5
- Recorduri mondiale: 4
- Recorduri naționale: 2.655
- Titluri de campioni naționali: 12.900

| Secția         | Aur | Argint | Bronz | Total |
| -------------- | --- | ------ | ----- | ----- |
| Arte Marțiale  | 138 | 111    | 135   | 348   |
| Atletism       | 6   | 5      | 7     | 18    |
| Box            | 2   | 8      | 11    | 21    |
| Kaiac-canoe    | 62  | 88     | 73    | 223   |
| Canotaj        | 59  | 46     | 45    | 150   |
| Ciclism        | -   | -      | 1     | 1     |
| Gimnastică     | 14  | 14     | 10    | 38    |
| Haltere        | 9   | 6      | 12    | 27    |
| Handbal        | 4   | -      | 2     | 6     |
| Judo           | -   | 4      | 7     | 11    |
| Lupte          | 4   | 15     | 16    | 35    |
| Natație        | -   | -      | 3     | 3     |
| Parașutism     | 1   | -      | -     | 1     |
| Scrimă         | 3   | 5      | 7     | 15    |
| Șah            | -   | 2      | -     | 2     |
| Schi           | 2   | 1      | 1     | 4     |
| Tir            | 2   | 3      | 4     | 9     |
| Volei Masculin | -   | 2      | -     | 2     |
| Volei feminin  | -   | 1      | -     | 1     |
| Karate modern  | 23  | 16     | 19    | 58    |
| Total          | 329 | 327    | 353   | 1009  |

## Sportivi reprezentativi

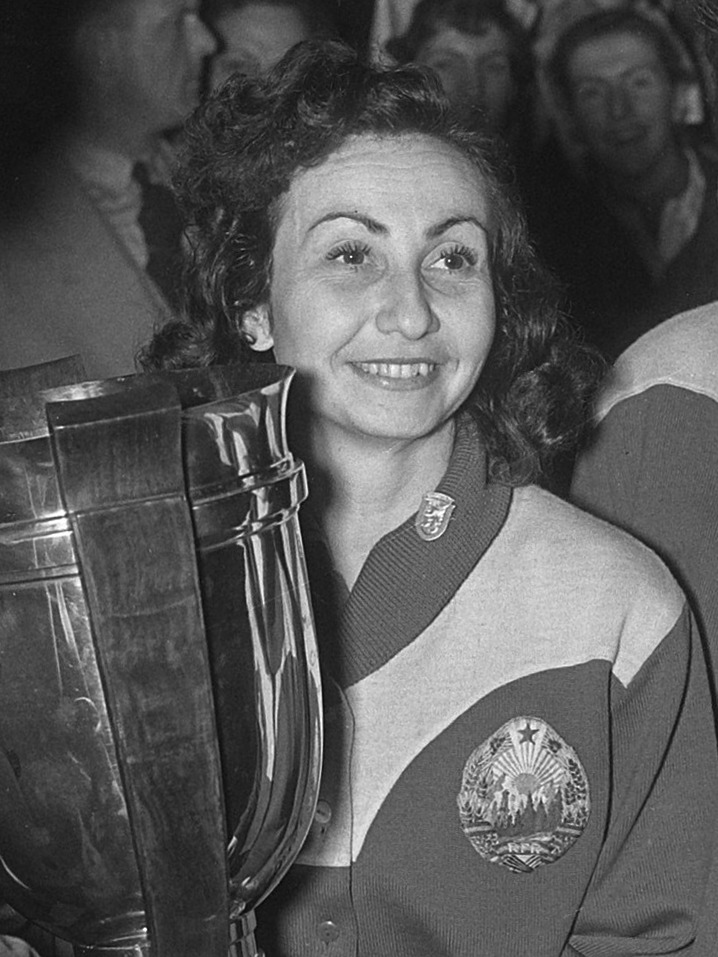
Angelica Rozeanu
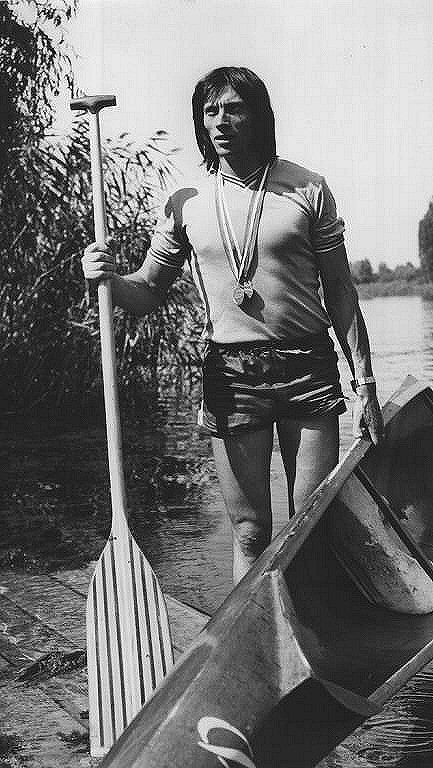
Ivan Patzaichin
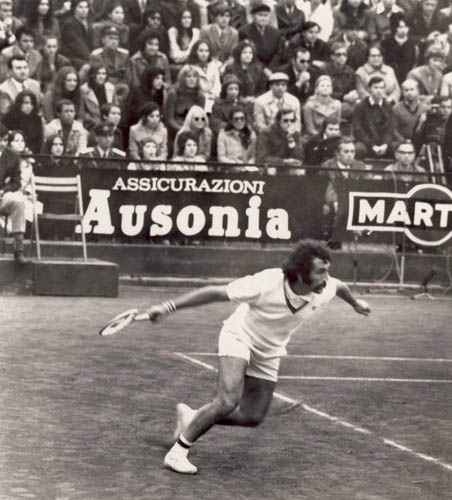
Ion Țiriac
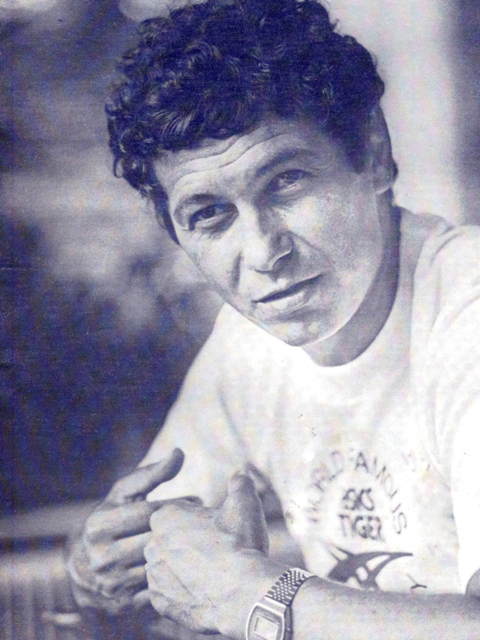
Mircea Lucescu
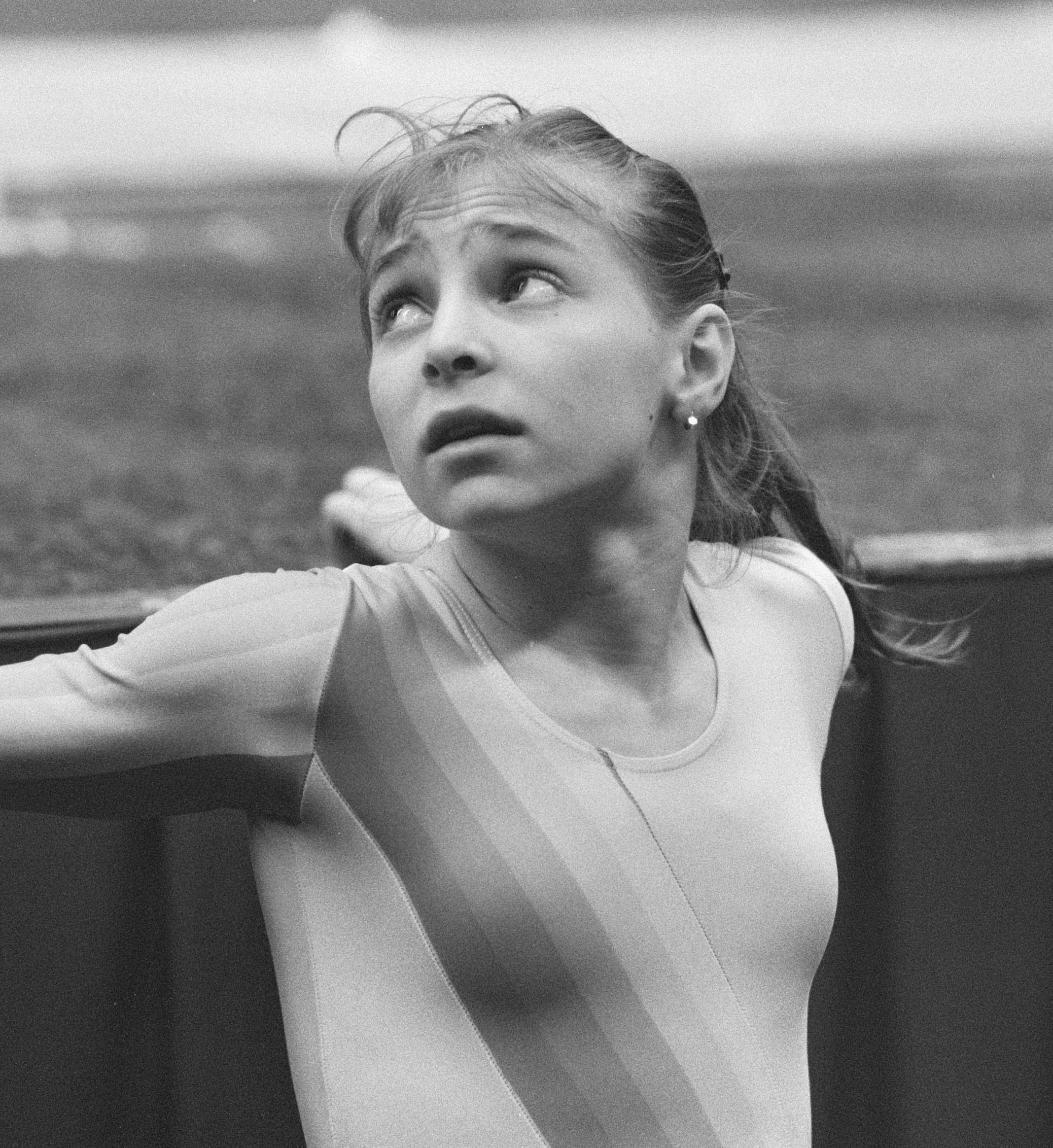
Daniela Silivaș
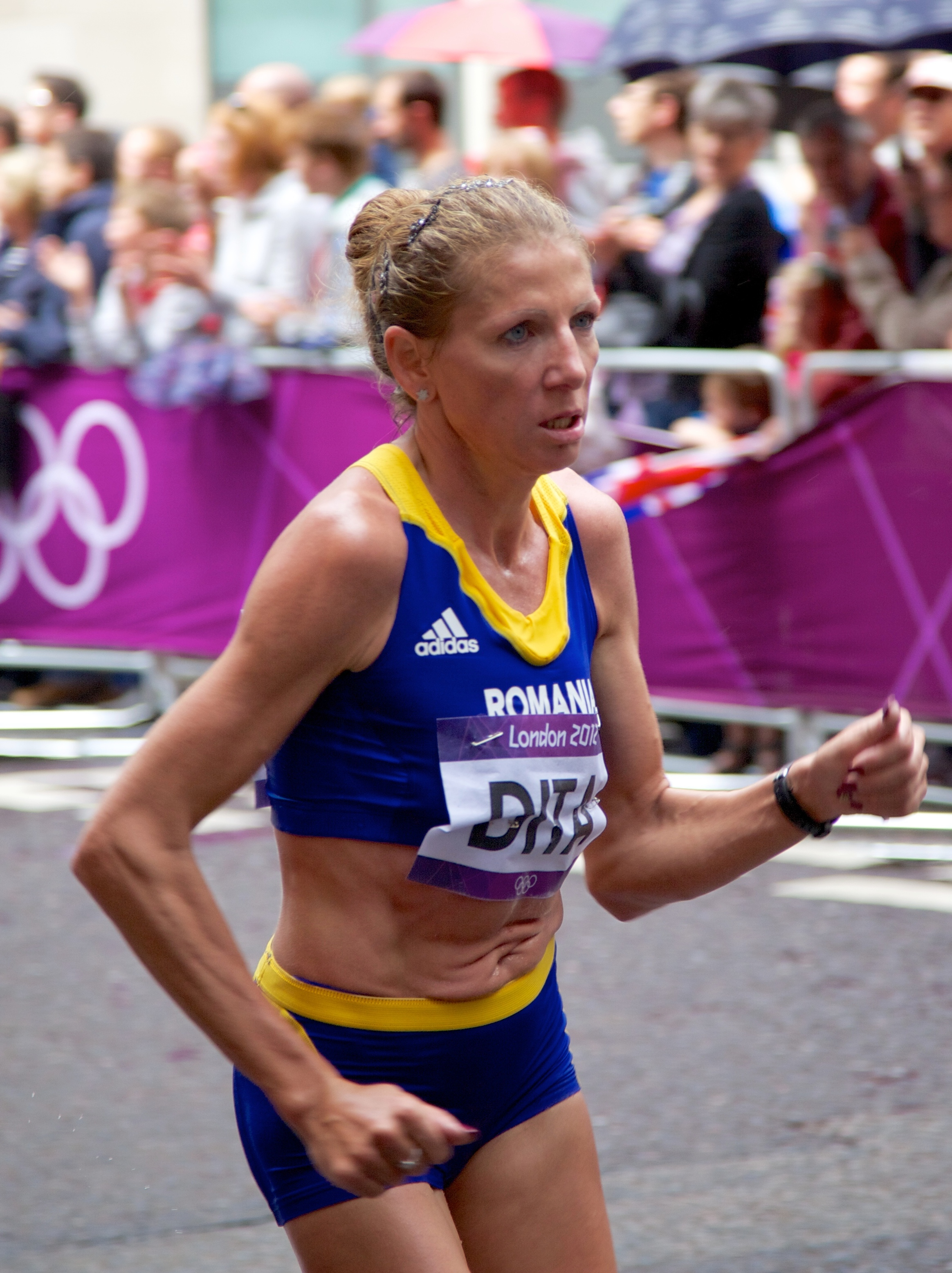
Constantina Tomescu
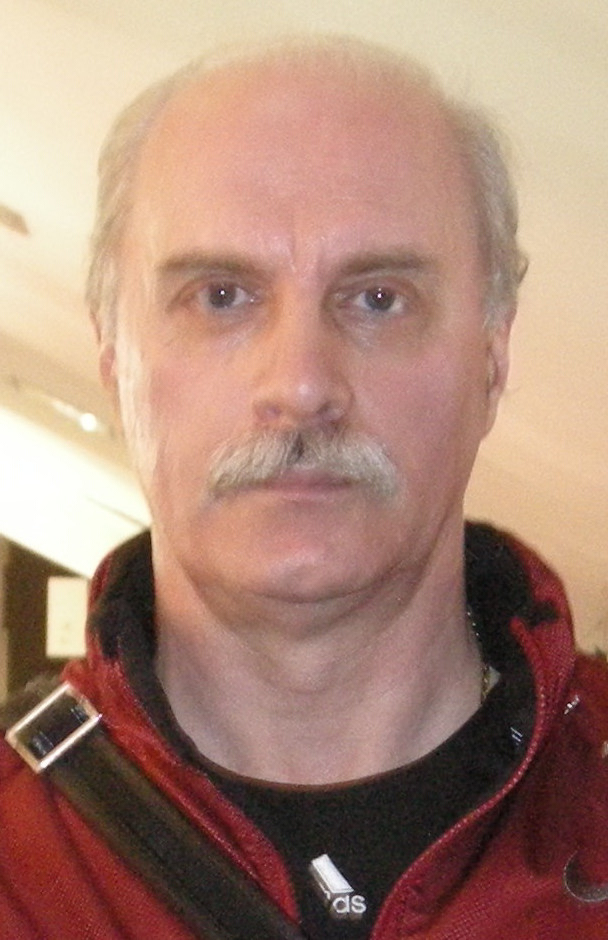
Octavian Bellu
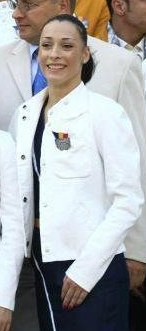
Cătălina Ponor